# Тонотосаса (Флорида)
Тонотосаса (енгл. Thonotosassa) насељено је место без административног статуса у америчкој савезној држави Флорида.

## Демографија
По попису из 2010. године број становника је 13.014, што је 6.923 (113,7%) становника више него 2000. године.
| Група             | 2000.         | 2010.         |
| Белци             | 5.280 (86,7%) | 8.943 (68,7%) |
| Афроамериканци    | 301 (4,9%)    | 2.025 (15,6%) |
| Азијати           | 23 (0,4%)     | 221 (1,7%)    |
| Хиспаноамериканци | 383 (6,3%)    | 1.536 (11,8%) |
| Укупно            | 6.091         | 13.014        |